# Замок Хофен
Замок Хофен (нем. Schloss Hofen, также Ной-Хофен) — ренессансный замок (дворец) на территории австрийской коммуны Лохау (федеральная земля Форарльберг); был построен в XVI веке, недалеко от разрушенного замка Альт-Хофен; строительство было завершено около 1616 года. Во время Тридцатилетней войны, в 1646 году, шведские войска захватили Хофен. В период с 1757 по 1848 год здание было перестроено и использовалось как пивоварня. В XXI веке расширенные и перестроенные помещения замка используются для размещения образовательного центра.

## История
Замок Хофен был построен на берегу Боденского озера в XVI веке, недалеко от разрушенного в 1452 году средневекового замка Альт-Хофен. Строительство Хофена было завершено около 1616 года Гансом Вернером IV фон Райтенау (Hans Werner IV von Raitenau). Во время Тридцатилетней войны, в 1646 году, шведские войска захватили Хофен и 3 января 1647 года фельдмаршал Карл-Густав Врангель разместил в нём свою штаб-квартиру.
Орден Дочери милосердия приобрёл замок в 1908 году и разместил в нём приют для умственно отсталых детей. Во время Первой мировой войны здание служило госпиталем и домом отдыха для солдат, в котором также проходили курсы для реабилитации инвалидов. Во время Второй мировой войны замок вновь использовался как госпиталь. В 1972 году помещения были выкуплены властями земли Форарльберг, которые 28 ноября 1981 года — после капитального ремонта и перестройки — открыли здесь государственный образовательный центр «Zentrum für Wissenschaft, Aus- und Weiterbildung».